# 이와무로촌
이와무로촌(岩室村)은 니가타현 니시칸바라군에 설치되었던 촌이다. 2005년 3월 21일에 니가타시에 편입 합병으로 소멸했고, 현재의 니가타시의 정령지정도시인 니시칸구의 일부에 해당한다.

## 개요
이와무로 온천이 있는 이와무로는 호쿠코쿠 가도와 야히코 신사 참배길의 숙소로서의 기능을 가지고 있어 근세보다 많은 참배객들로 붐볐다

## 역사
- 1889년 4월 1일 - 정촌제 시행과 함께 이와무로촌, 이시제촌, 후나코시촌, 와노촌, 마제촌, 고노스촌이 성립하였다.
- 1901년 11월 1일 - 이와무로촌, 마제촌이 성립하였다.
- 2005년 3월 21일 - 니가타시에 편입 합병되었다.

## 교통

### 철도
- 동일본 여객철도 에치고선

### 도로
- 호쿠리쿠 자동차도
- 국도 116호선
- 국도 402호선
- 국도 460호선

## 같이 보기
- 니시칸구
- 마키정
- 이와무로역